# 皮斯瓦 (博亞卡省)
皮斯瓦（西班牙語：Pisba）是哥倫比亞的城鎮，位於該國東北部，由博亞卡省負責管轄，距離首府通哈220公里，始建於1629年4月3日，面積469平方公里，海拔高度1,552米，2005年人口1,481。